# Jean Desmaisons
Pour les articles homonymes, voir Desmaisons.
Ne doit pas être confondu avec Jean Jacques Pierre Desmaisons.
Jean Desmaisons, né le 14 mai 1915 à Tours et mort le 26 février 1974 à Puteaux, est un militaire français, compagnon de la Libération. Engagé volontaire et officier du génie, il décide, en 1940, de s'engager dans les forces françaises libres et participe aux combats d'Afrique du Nord. Il poursuit sa carrière militaire après la guerre et effectue de nombreuses mission en outre-mer avant de terminer sa carrière comme Général de brigade.

## Biographie

### Jeunesse et engagement
Jean Desmaisons naît le 14 mai 1915 à Tours. Il s'engage dans l'armée le 2 octobre 1933 et est affecté au 5e régiment du génie. Promu sergent en 1935, il entre ensuite à l'école d'application du génie en tant qu'élève-officier, en octobre 1938.

### Seconde Guerre mondiale
Sous-lieutenant au moment où débute la Seconde Guerre mondiale, Jean Desmaisons fait partie du corps expéditionnaire engagé dans la campagne de Norvège en mai 1940. À l'issue de celle-ci en juin, alors que les hommes sont stationnés en Angleterre et ont le choix de rejoindre le régime de Vichy ou de poursuivre la lutte, il décide de s'engager dans les forces françaises libres. Le 31 août 1940, il est affecté au service du génie du corps expéditionnaire français libre, future 1re division française libre. Promu lieutenant le 11 novembre 1940, il participe à la campagne d'Érythrée puis à la campagne de Syrie.
Jean Desmaisons est promu capitaine le 25 septembre 1941 et met sur pied la 1re compagnie de sapeurs-mineurs des Free French, français libres combattant aux côtés des britanniques lors de la guerre du désert en Libye. En 1942, il participe à la bataille de Bir Hakeim et se charge de la mise en place de champs de mines autour de la position française. Au plus fort des combats, du 27 mai au 11 juin, il réalise de nombreuses missions de reconnaissance et de minage sous le feu ennemi. Il est ensuite engagé dans la campagne de Tunisie jusqu'en juin 1943. Jean Desmaisons est affecté à Madagascar en janvier 1944 et prend la direction de l'artillerie de Tananarive en avril 1945, poste où il termine la guerre.

### Après-guerre
Il retrouve la métropole en 1948 lorsqu'il est affecté à l'école d'application du génie à Angers. Il est promu chef de bataillon en octobre 1950. Volontaire pour servir en Extrême-Orient, il part pour l'Indochine en 1952 et travaille au commandement des forces terrestres du Nord-Viêtnam avant d'être affecté, en 1954, à la mission militaire française auprès du gouvernement viêtnamien. De retour en France en 1956, il devient le chef du génie divisionnaire de la 29e division d'infanterie. Promu lieutenant-colonel le 1er avril 1959, Jean Desmaisons quitte à nouveau la métropole en 1961 lorsqu'il est affecté dans les Antilles. Colonel le 1er avril 1964, il travaille à l'inspection générale du génie à Paris puis repart à nouveau, en 1965, dans les territoires d'outre-mer, cette fois dans le Pacifique. Directeur du génie au centre d'expérimentation nucléaire du Pacifique, il commande également le 5e régiment mixte du Pacifique.
Il termine sa carrière militaire en 1968 avec le grade de Général de brigade et prend la direction de sociétés civiles de travaux publics. Jean Desmaisons meurt le 26 février 1974 à Puteaux et est inhumé à Vals-les-Bains en Ardèche.

## Décorations
|  |  |  |  |  |  |
|  |  |  |  |  |  |
|  |  |  |  |  |  |

| Commandeur de la Légion d'honneur                    | Commandeur de la Légion d'honneur                    | Compagnon de la Libération   | Compagnon de la Libération   | Croix de guerre 1939-1945 Avec quatre palmes                                          | Croix de guerre 1939-1945 Avec quatre palmes                                          |
| Croix de guerre des Théâtres d'opérations extérieurs | Croix de guerre des Théâtres d'opérations extérieurs | Croix de la Valeur militaire | Croix de la Valeur militaire | Médaille coloniale Avec agrafes "Érythrée", "Libye", "Bir Hakeim" et "Extrême-Orient" | Médaille coloniale Avec agrafes "Érythrée", "Libye", "Bir Hakeim" et "Extrême-Orient" |
| Croix de guerre (Norvège)                            |                                                      |                              |                              |                                                                                       |                                                                                       |